# Idioma canarés

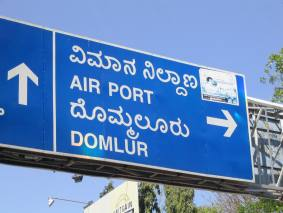
Un panel de tráfico en canarés.

El canarés o kannaḍa (ಕನ್ನಡ) es una de las lenguas dravídicas con mayor difusión, documentada desde una temprana época. Presenta diferentes variedades geográficas, que en conjunto hablan aproximadamente 44 millones de personas. Es la lengua oficial del estado de Karnataka, uno de los cuatro estados meridionales de la India. El canarés tiene una historia literaria de más de mil años.

## Aspectos históricos, sociales y culturales

### Distribución geográfica
El canarés se habla sobre todo en Karnataka en India (ciertas zonas de la misma), y en cierta medida en los estados cercanos de Andhra Pradesh, Maharashtra, Tamil Nadu y Kerala.  Hay poblaciones destacables de hablantes de canarés en los Estados Unidos y el Reino Unido, y en menor medida en Canadá y Australia.
El canarés es una lengua dravídica meridional y, de acuerdo, con el estudioso Sanford Steever, su historia se puede dividir en tres períodos: el canarés antiguo (halegannada) 450-1200 d. C., el canarés medio (nadugannada) 1200-1700 d. C. y el canarés moderno desde 1700 hasta la actualidad. El canarés ha sido influido notablemente por el sánscrito. También se pueden encontrar influencias de otras lenguas como el prácrito y el pali. 
Iravatham Mahadevan demostró que el canarés ya era una lengua de rica tradición oral antes del s. III a. C., y sobre la base de las palabras nativas del canarés encontradas en textos escritos en prácrito y Brahmi inscripciones de la época. El canarés, por tanto, debió hablarse en una extensa región de manera estable.
El erudito Kampalapura Veeranna Narayana (conocido también como KVN) afirma que muchas lenguas tribales que ahora se consideran dialectos canareses podrían estar más cerca de la forma anterior de la lengua con una menor influencia de otros idiomas.

### Influencia del sánscrito y prácrito
Las fuentes de influencia en la gramática literaria canaresa parecen ser tres: la Gramática de Panini, las escuelas de Paninian de la gramática sánscrita (en particular las escuelas Katantra y Sakatayana) y Prakrit gramática. La literatura prácrita parece haber prevalecido en Karnataka desde la antigüedad. Las personas de habla vernácula prácrita pueden haber estado en contacto con los hablantes del canarés, influyendo así en su lengua, incluso antes de que el canarés fuera utilizado para fines administrativos o litúrgicos. La fonética, morfología, vocabulario, gramática y sintaxis de canarés muestran influencia significativa de estos idiomas.
Algunos ejemplos de las tadbhava o palabras de origen Prakrit naturalizadas en canarés, son Banna derivados de Vanna (Prakrit), Varna significado del color (en sánscrito); arasu significa rey de rajan (sánscrito); hunnime significa luna nueva de puṇṇivā (Prakrit), paurṇimā (sánscrito); y Rāya de rāja rey significado. [29] canarés tiene numerosos (tatsama) palabras prestadas como dina (días), Kopa (ira), Surya (sol), mukha (cara), nimiṣa (minutos), anna (arroz).
[1] Monedas: -
Algunas monedas de principios de la dinastía Kadamba con la inscripción en canarés "Vira" y "Skandha" fueron encontradas en Satara. Una moneda de oro con tres inscripciones de Sri y una inscripción abreviada del nombre llamado Bhagi, del rey Bhagiratha (c. 390-420 AD) en antiguo canarés. Una moneda de cobre Kadamba datada en el siglo V d. C. con la Srimanaragi inscripción en canarés fue descubierta en el distrito de Banavasi. Se han descubierto monedas Uttara canaresas con leyendas que abarcan el dominio de la dinastía occidental de Ganga, el Chalukyas Badami, el Alupas, la Chalukya occidental, el Rashtrakutas, la Hoysalas, el imperio Vijayanagar, la dinastía Kadamba de Banavasi, la Keladi Nayakas y el Mysore Unido, las monedas Badami Chalukya siendo un reciente descubrimiento. Las Kadambas de Goa son las únicas que tienen inscripción alternativa del nombre del rey en canarés y devanagari por triplicado. También hay algunas monedas de la Kadambas de Hangal.

### Estatus oficial
El canarés es una de las 22 lenguas oficiales de la India y la lengua oficial del estado de Karnataka.

## Escritura
El canarés es una escritura alfasílabica de 52 letras. Las letras son similares a las de otras escrituras indias. La propia escritura, derivada del brahmi, tiene "medias letras", ligaduras especiales y diacríticos. Por lo tanto, el número de símbolos escritos supera con creces los 52 del alfabeto, sobre todo porque varias letras pueden combinarse para formar un compuesto (ottaksharas). Cada símbolo corresponde a una sílaba.
Los símbolos se dividen en tres categorías
- swaras: vocales, que pueden ser cortas, semilargas o largas;
- vyanjanas: consonantes;
- yogavaahas: sílabas, formadas por una o varias consonantes y una o varias vocales.

### Consonantes
| ಕ       | ಖ         | ಗ       | ಘ         | ಙ       |
| ka /kʌ/ | kha /kʰʌ/ | ga /gʌ/ | gha /gʱʌ/ | ṅa /ŋʌ/ |
| ಚ       | ಛ         | ಜ       | ಝ         | ಞ       |
| ca /ʧʌ/ | cha /ʧʰʌ/ | ja /ʤʌ/ | jha /ʤʱʌ/ | ña /ɲʌ/ |
| ಟ       | ಠ         | ಡ       | ಢ         | ಣ       |
| ṭa /ʈʌ/ | ṭha /ʈʰʌ/ | ḍa /ɖʌ/ | ḍha /ɖʱʌ/ | ṇa /ɳʌ/ |
| ತ       | ಥ         | ದ       | ಧ         | ನ       |
| ta /tʌ/ | tha /tʰʌ/ | da /dʌ/ | dha /dʱʌ/ | na /nʌ/ |
| ಪ       | ಫ         | ಬ       | ಭ         | ಮ       |
| pa /pʌ/ | pha /pʰʌ/ | ba /bʌ/ | bha /bʱʌ/ | ma /mʌ/ |
| ಯ       | ರ         | ಲ       | ವ         | ಶ       |
| ya /jʌ/ | ra /ɾʌ/   | la /lʌ/ | va /ʋʌ/   | śa /ɕʌ/ |
| ಷ       | ಸ         | ಹ       | ಳ         |         |
| ṣa /ʂʌ/ | sa /sʌ/   | ha /hʌ/ | ḷa /ɭʌ/   |         |

### Vocales
| ಅ | a /ʌ/         | ಕ | ka  |
| ಆ | ā /a:/        | ಕಾ | kā  |
| ಇ | i /i/         | ಕಿ | ki  |
| ಈ | ī /i:/        | ಕೀ | kī  |
| ಉ | u /u/         | ಕು | ku  |
| ಊ | ū /u:/        | ಕೂ | kū  |
| ಋ | ṛ /rɨ/ ó /ru/ | ಕೃ | kṛ  |
| ಎ | e /e/         | ಕೆ | ke  |
| ಏ | ē /e:/        | ಕೇ | kē  |
| ಐ | ai /aj/       | ಕೈ | kai |
| ಒ | o /o/         | ಕೊ | ko  |
| ಓ | ō /o:/        | ಕೋ | kō  |
| ಔ | au /aw/       | ಕೌ | kau |

### Otros signos
| ್ | Ø  | ಕ್ | n   |
| ಂ | am̩ | ಕಂ | nam̩ |
| ಃ | ah̩ | ಕಃ | nah̩ |

### Consonantes dobles
| ಕ್ಕ  | ಕ್ಖ   | ಕ್ಗ  | ಕ್ಘ   | ಕ್ಙ  |
| kka | kkha | kga | kgha | kṅa |
| ಕ್ಚ  | ಕ್ಛ   | ಕ್ಜ  | ಕ್ಝ   | ಕ್ಞ  |
| kca | kcha | kja | kjha | kña |
| ಕ್ಟ  | ಕ್ಠ   | ಕ್ಡ  | ಕ್ಢ   | ಕ್ಣ  |
| kṭa | kṭha | kḍa | kḍha | kṇa |
| ಕ್ತ  | ಕ್ಥ   | ಕ್ದ  | ಕ್ಧ   | ಕ್ನ  |
| kta | ktha | kda | kdha | kna |
| ಕ್ಪ  | ಕ್ಫ   | ಕ್ಬ  | ಕ್ಭ   | ಕ್ಮ  |
| kpa | kpha | kba | kbha | kma |
| ಕ್ಯ  | ಕ್ರ   | ಕ್ಲ  | ಕ್ವ   | ಕ್ಶ  |
| kya | kra  | kla | kva  | kḷa |
| ಕ್ಷ  | ಕ್ಸ   | ಕ್ಹ  | ಕ್ಳ   |     |
| kśa | kṣa  | ksa | kha  |     |
|     |      |     |      |     |

### Números
| ೦ | 0 | ಶೂನ್ಯ śūn'ya cero    |
| ೧ | 1 | ಒಂದು oṃdo' uno       |
| ೨ | 2 | ಎರಡು eraḍu dos      |
| ೩ | 3 | ಮೂರು mūrui tres      |
| ೪ | 4 | ನಾಲ್ಕು nālku cuatro   |
| ೫ | 5 | ಐದು aidu cinco      |
| ೬ | 6 | ಆರು āru seis        |
| ೭ | 7 | ಎಳು eḷu siete       |
| ೮ | 8 | ಎಂಟು eṃṭu ocho       |
| ೯ | 9 | ಒಂಭತ್ oṃbhattu nueve |

## Diccionario
Hay diccionarios canarés-canarés en canarés junto con antiguas obras de gramática canarés. El diccionario canarés más antiguo del que se dispone fue compuesto por el poeta 'Ranna' llamado 'Ranna Kanda' (ರನ್ನ ಕಂದ) en el año 996 d. C. Otros diccionarios son 'Abhidhana Vastukosha' (ಅಭಿದಾನ ವಾಸ್ತುಕೋಶ) de Nagavarma (1045 d. C.), 'Amarakoshada Teeku' (ಅಮರಕೋಶದ ತೀಕು) de Vittala (1300), 'Abhinavaabhidaana' (ಅಭಿನವಾಭಿದಾನ) de Abhinava Mangaraja (1398 d. C.) y muchos más. Ferdinand Kittel compuso un diccionario canarés-inglés con más de 70.000 palabras.
G. Venkatasubbiah editó el primer diccionario moderno canarés-canarés, una serie de 8 volúmenes de 9.000 páginas publicada por la Kannada Sahitya Parishat. También escribió un diccionario canarés-inglés y un kliṣtapadakōśa (ಕ್ಲಿಷ್ಟಪಾದಕೋಶ), un diccionario de palabras difíciles.

## Gramática
El orden canónico de las palabras del kannada es SOV (sujeto-objeto-verbo), típico de las lenguas indias. El kannada es una lengua muy flexiva con tres géneros (masculino, femenino y neutro o común) y dos números (singular y plural). Tiene inflexiones de género, número y tiempo, entre otras. El libro más autorizado que se conoce sobre gramática kannada antigua es Shabdhamanidarpana, de Keshiraja. El primer libro en kannada disponible, un tratado de poética, retórica y gramática básica, es el Kavirajamarga, del año 850 d. C.
El relato más influyente de la gramática canarés es el Shabdamanidarpana de Keshiraja (c. 1260 d. C.). Las obras gramaticales más tempranas incluyen partes del Kavirajamarga (un tratado sobre alańkāra) del siglo IX, y el Kavyavalokana y el Karnatakabhashabhushana (ambos escritos por Nagavarma II en la primera mitad del siglo XII).

### Bases compuestas
Las bases compuestas, llamadas samāsa en canarés, son un conjunto de dos o más palabras compuestas juntas. Existen varios tipos de bases compuestas, según las reglas que se sigan para componerlas. Los tipos de bases compuestas o samāsas son: tatpurusha, karmadhāraya, dvigu, bahuvreehi, anshi, dvandva, kriya y gamaka samāsa.[aclaración necesaria] Ejemplos: taṅgāḷi, hemmara, kannusanne.

### Pronombres
En muchos sentidos, los pronombres de tercera persona se parecen más a los demostrativos que a los demás pronombres. Se pluralizan como los sustantivos y los pronombres de primera y segunda persona tienen distintas formas de distinguir el número.

## Léxico y frases
- ಹೌದು (Haudu) — Si
- ಸಂ (Saṁ) — No
- ನಮಸ್ಕಾರ (Namaskāra) — hola
- ಹೋ ಮಾಡುತ್ತಿದ್ದೀಯಾ? (Hō māḍuttiddīyā?) — ¿Cómo está usted?
- ನಾನು ಚೆನ್ನಾಗಿದ್ದೇನೆ. (Nānu cennāgiddēne.) — Yo estoy bien.
- ತುಂಬ ಧನ್ಯವಾದಗಳು! (Tumba dhan'yavādagaḷu!) — ¡Muchas gracias!
- ವಿದಾಯ. (Vidāya.) — Adiós.
- ನೀನ್ ಎಲ್ಲಿಂದ ಬಂದ್’ಇದ್ದೀಯ? (Nīn ellinda band’iddīya?) — ¿De dónde eres? (familiarmente)
- ನೀವ್ ಎಲ್ಲಿಂದ ಬಂದ್’ಇದ್ದೀರ? (Nīv ellinda band’iddīra?) — ¿De dónde son ustedes? (plural, educado)
- ತಾವ್ ಎಲ್ಲಿಂದ ಬಂದ್’ಇದ್ದೀರ? (Tāv ellinda band’iddīra?) — ¿De dónde son ustedes? (plural, muy educado)
- ನಿನ್ನ ಹೆಸರು ಏನು? (Ninna hesaru ēnu?) — ¿Cómo se llama?
- ನನ್ನ ಹೆಸರು… (Nanna hesaru…) — Mi nombre es…
- ನನಗೆ ಸಹಾಯ ಮಾಡಿ! (Nanage sahāya māḍi!) — ¡Ayúdeme!
- ನನಗೆ ಕನ್ನಡ ಬರುವುದಿಲ್ಲ. (Nanage kannaḍa baruvudilla.) — Yo no hablo canarés.
- ನನ್ನನ್ನು ಕ್ಷಮಿಸು. (Nannannu kṣamisu.) — Lo siento.
- ನಾನು ಕಳೆದುಹೊಗಿದ್ದೇನೆ. (Nānu kaḷeduhogiddēne.) — Estoy perdido.
- ನನಗ್ ಬಹಳ ಬೇಸರ’ಆಗಿದೆ. (Nanag bahaḷa bēsara’āgide.) — Estoy muy cansado.
- ನಾನು ಅಸ್ವಸ್ಥನಾಗಿದ್ದೇನೆ. (Nānu asvasthanāgiddēne.) — Estoy enfermo.
- ನಾನು ನಿನ್ನೆಯಿಂದ ಅನಾರೋಗ್ಯದಿಂದ ಬಳಲುತ್ತಿದ್ದೇನೆ. (Nānu ninneyinda anārōgyadinda baḷaluttiddēne.) — Estoy enfermo desde ayer.
- ಮ್ಯೂಸಿಯಂ / ವಿಮಾನ ನಿಲ್ದಾಣ / ರಸ್ತೆ / ರೆಸ್ಟೋರೆಂಟ್ /ಹೋಟೆಲ್ / ಹಿಂದೂ ದೇವಾಲಯ ಎಲ್ಲಿದೆ? (Myūsiyaṁ / vimāna nildāṇa / raste / resṭōreṇṭ / hōṭel / hindū dēvālaya ellide?) — ¿Dónde está el museo / el aeropuerto / la calle / el restaurante / el templo hindú?
- ನಾನು ಬೆಂಗಳೂರಿಗೆ ಹೋಗುತ್ತೇನೆ. (Nānu beṅgaḷūrige hōguttēne.) — Voy a  Bengaluru (Bangalore).
- ನಾನು ಬೆಂಗಳೂರಿಗೆ ಹೋಗಬೇಕೆಂದಿದ್ದೇನೆ. (Nānu beṅgaḷūrige hōgabēkendiddēne.) — Quiero ir a Bengaluru.
- ನಾನು ಕೆನಡಿಯನ್ / ಫ್ರೆಂಚ್ / ಅಮೇರಿಕನ್ / ಬೆಲ್ಜಿಯನ್ /ಸ್ವಿಜ್ ಪ್ರಜೆ. (Nānu kenaḍiyan / phren̄c / amērikan / beljiyan / svij praje.) — Soy un ciudadano canadiense/francés/americano/belga/suizo.

### Texto ejemplo
El ejemplo de texto es el artículo 1 de la Declaración Universal de los Derechos Humanos de las Naciones Unidas.

ಎಲ್ಲಾ   ಮಾನವರೂ   ಸ್ವತಂತ್ರರಾಗಿಯೇ   ಹುಟ್ಟಿದ್ದಾರೆ.
Ellā      mānavarū    svatantrarāgiyē  huṭṭiddāre.
ಹಾಗೂ   ಘನತೆ   ಮತ್ತು   ಅಧಿಕಾರಗಳಲ್ಲಿ    ಸಮಾನರಾಗಿದ್ದಾರೆ.
Hāgū    ghanate mattu   adhikāragaḷalli  samānarāgiddāre.
ತಿಳಿವು  ಮತ್ತು ಅಂತಃಕರಣಗಳನ್ನು   ಪಡೆದವರಾದ್ದರಿಂದ,   ಅವರು ಒಬ್ಬರಿಗೊಬ್ಬರು ಸಹೋದರ ಭಾವದಿಂದ  ನಡೆದುಕೊಳ್ಳಬೇಕು.
Tiḷivu mattu antaḥkaraṇagaḷannu paḍedavarāddarinda avaru obbarigobbaru sahōdara  bhāvadinda  naḍedukoḷḷabēku.

Todos los seres humanos nacen libres e iguales en dignidad y derechos. 
Están dotados de razón y conciencia.
Deben comportarse fraternalmente los unos con los otros.